# Planalto da Serra
Planalto da Serra – miasto i gmina w Brazylii, w stanie Mato Grosso.